# Pakistan International Airlines
Пакистанські Міжнародні авіалінії (скорочено: ПМАЛ) (Урду: پی آئی اے або پاکستان انٹرنیشنل ایرلاینز) — національний авіаперевізник Пакистану.
Головний офіс компанії розташований в аеропорту Джина. Вона виконує регулярні рейси по 24 внутрішнім і 38 міжнародними напрямами в 27 країн.

## Флот

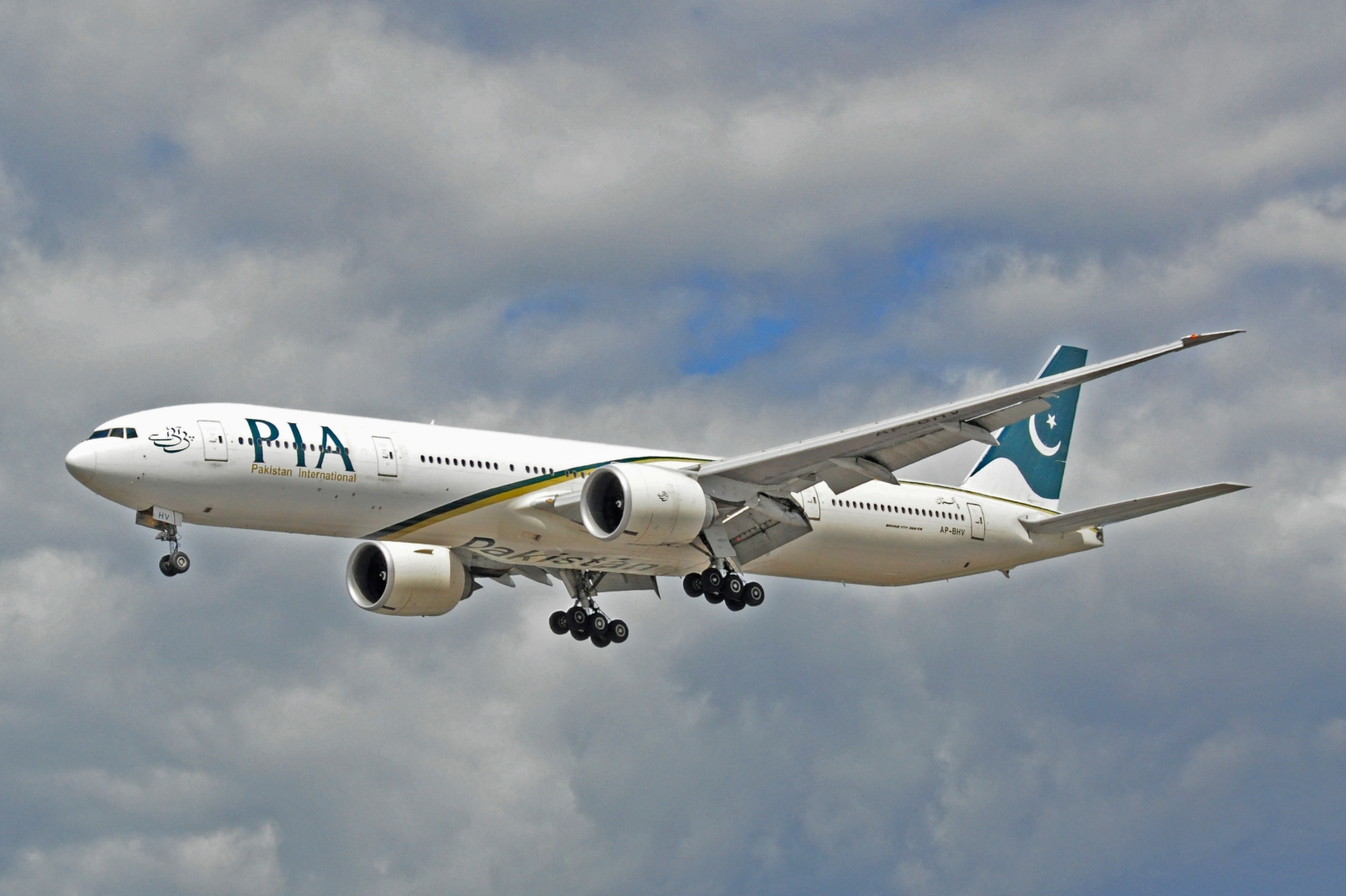
Boeing 777-340ER в аеропорту Хітроу